# Rio Sabugi
Rio Sabugi, em época de cheias, em Santa Luzia
O rio Sabugi é um curso de água temporário que corta os estados da Paraíba e do Rio Grande do Norte, no Brasil. Seu nome é oriundo do vocábulo indígena, que significa olho d'água rumoroso. Sua foz acontece no rio Seridó, pertencente à bacia do rio Piranhas-Açu. O rio Sabugi tem sua nascente no planalto da Borborema, ao norte de Taperoá, segue ao município paraibano de Santa Luzia, onde vem a adentrar o Rio Grande do Norte vindo desaguar no rio Seridó, a 5 km da cidade de Caicó. Em sua bacia, contém 74 açudes, sendo 73 açudes particulares e um público, o Açude Sabugi.